# Hierochloe novae-zelandiae
Hierochloe novae-zelandiae är en gräsart som beskrevs av Michel Gandoger. Hierochloe novae-zelandiae ingår i släktet Hierochloe och familjen gräs. Inga underarter finns listade i Catalogue of Life.